# Buk-M1-2
Il Buk-M1-2 (cirillico: Бук-M1-2, nome in codice NATO: SA-17 Grizzly), anche noto come 9K37M1-2, è un sistema missilistico terra-aria a medio raggio di fabbricazione russa, sviluppato dal NIIP negli anni novanta quale aggiornamento del Buk-M1 destinato alle forze armate russe, tra le cui file è entrato in servizio nel 1998.
Progettato per neutralizzare missili da crociera, bombe intelligenti, velivoli ad ala fissa e rotante ed UAV fino a 40 km di distanza e 25.000 m di altitudine, presenta una gittata d'ingaggio doppia rispetto alla versione che sostituisce. In grado di impiegare le stesse munizioni del Buk-M1, il sistema impiega anche il missile 9M317 che permette di intercettare anche missili balistici tattici.
Ne è stata sviluppata anche una versione navale, denominata 3S90 Yozh (in cirillico: 3С90 Ëж; nome in codice NATO: SA-N-7b/SA-N-12 Grizzly), che equipaggia le corvette classe Grigorovich ed una da esportazione denominata 3S90 Shtil (in cirillico: 3С90 Штиль; nome in codice NATO: SA-N-7c/SA-N-12 Gollum).
Adottato dalle sole forze armate della Federazione Russa, al 2020 erano in servizio attivo presso la stessa in circa 200 esemplari.

## Storia
Nel 1992 venne deciso di apportare al sistema missilistico "Buk" delle modifiche che vennero sviluppate tra il 1994 e il 1997 e diedero origine al sistema 9K37M1-2 "Buk"-M1-2, entrato in servizio nel 1998. Con il nuovo sistema è entrato in servizio anche il nuovo missile 9M317 che offriva una migliore cinematica delle prestazioni rispetto al precedente 9M38 che tuttavia poteva essere ancora utilizzato anche dal sistema Buk-M1-2. Il nuovo missile insieme ad una serie di altri miglioramenti permettono al sistema di intercettare missili balistici ed offrire migliori prestazioni anche contro obiettivi più tradizionali come aerei ed elicotteri.

## Versioni
Terrestri
- 9K37M1-2 Buk-M1-2: versione aggiornata del Buk-M1
- 9K37M1-2E Gang: versione da esportazione

Navali
- 3S90 Ezh: versione navale equipaggiata con missile 9M317
- 3S90 Shtil: versione navale da esportazione con missile 9M317E
- 3S90E.1 Shtil-1 versione navale da esportazione con missile 9M317ME
- 3S90M Smerch: versione navale da esportazione con missile 9M317M

## Utilizzatori
Russia
- al 2020, circa 200 esemplari in servizio attivo[3]